# 太田明良
太田 明良（おおた　あきよし、1979年3月29日 - ）は、日本の経営者。えがお写真館の創業メンバーで、株式会社サンクリエーションの代表取締役。

## 人物
石川県小松市生まれ。ファッションスタイリスト等の職を経て、2014年2月に株式会社サンクリエーションを設立。同年3月、東京・巣鴨にシニア世代専門の写真館『えがお写真館』を開業。2018年1月にはシニア世代専門の『えがお美容室』、2019年4月には巣鴨地蔵通り商店街に『えがお美容室』とセレクトショップの『えがお洋品店』、ネイルサロンの『えがお爪工房』を一体化したシニア世代専門のビューティサロンを設立。2021年1月現在、巣鴨で4店舗を運営。

## その他
2017年9月27日、1月8日を『遺影撮影の日』として、えがお写真館が記念日登録。